# Paul Edwards
Paul Edwards (ur. 11 stycznia 1978 roku w Santa Maria) – amerykański kierowca wyścigowy.

## Kariera
Edwards rozpoczął karierę w wyścigach samochodowych w 1995 roku od startów w Global GT Championship, gdzie raz stanął na podium. Z dorobkiem 53 punktów uplasował się tam na trzydziestej pozycji w klasyfikacji generalnej. W późniejszych latach pojawiał się także w stawce Festiwalu Formuły Ford, Brytyjskiej Formuły Ford, Brytyjskiej Formuły Renault, Formuły Opel Lotus, Europejskiej Formuły Opel, EFDA Euroseries, Europa Cup Britain, Formuły Palmer Audi, Brytyjskiej Formuły 3, World Series by Nissan oraz Grand American Rolex Series.
W World Series by Nissan Amerykanin startował w latach 2002-2003. Uzbierane odpowiednio siedem i 34 punkty dały mu odpowiednio 21 i trzynastą pozycję w końcowej klasyfikacji kierowców.